# 芳賀鍬五郎
芳賀鍬五郎（日语：／ Haga Kuwagorō，1873年3月31日—1931年5月11日），日本山形縣人，園藝學家。

## 生平
芳賀鍬五郎在1873年3月31日出生於山形縣東田川郡手向村（今山形縣鶴岡市）。小學校畢業後，赴東京遊學，1892年進入札幌農學校（今北海道大學）豫科就讀，1903年6月從該校本科畢業，9月擔任農商務省海外實業練習生，一個月後赴歐美視察。1903年11月至1905年2月間在密蘇里植物園研究果樹栽培、果實包裝、道路種樹及園藝學，並擔任聖路易百週年紀念博覽會事務囑託，參與山林館、農業館日本展品的陳列。離開植物園後，前往美國北部及東部視察，後渡海前往英國，1905年3月在邱園擔任見習生一年，期間曾赴法國、比利時考察園藝。1906年3月獲邱園授予畢業證書，4月前往瑞士、義大利、奧地利、德意志帝國、荷蘭視察，6月轉赴錫蘭（今斯里蘭卡）佩拉德尼亞皇家植物園考察熱帶園藝，8月返日。
返日後，於1906年9月擔任農商務省農事試驗場技手及農商務技手，同年11月擔任兵庫縣立農學校（今兵庫縣立農業高等學校）教諭，翌年擔任兵庫縣農事試驗場畜產花園藝事務囑託。1907年9月，應臺灣總督府之邀，任臺灣總督府民政局農商課技師，翌年總督府設立殖產局附屬園藝試驗場，延聘芳賀擔任該場主任，其將場址選在臺北士林，負責設計及規劃場地，致力柑橘類、蔬菜及花卉的栽培實驗。1908年9月主持整修總督官邸（今臺北賓館）庭園，1909年至1911年間，先後受臺北廳、彰化廳、桃園廳、南投廳、臺中廳招聘，負責規劃種植圓山公園、彰化街廣場、臺中公園的花卉及樹木，並指導園藝事務。
1910年被派赴南洋、澳洲、新加坡視察。1911年在臺灣總督府舉辦之臺灣小學校及公學校教師講習會擔任講師，翌年臺灣教育會修訂芳賀在講習會中教授之內容，編寫成《臺灣園藝》一書，作為小、公學校及其他學校進行農業教學、校園規劃時之參考資料。1919年9月至1920年6月間赴菲律賓、南洋群島、印度等地調査，翌年9月卸任臺灣總督府園藝試驗場主任一職，改任殖產局囑託，調查馬來亞、蘇門答臘及錫蘭的產業經濟。同年12月擔任農商務省囑託及南洋商會農場監督，故前往爪哇兩年。
1925年應錫蘭可倫坡東鄉商會聘請，前往該地建造園藝農場，一年多後返日，居於東京松澤村（今世田谷區），亦在東京女子大學擔任講師。1931年2月罹患胃下垂症，後經檢查確認為肝癌，5月11日去世，留下一子一女。